# Граф, Герман
Ге́рман Граф (нем. Hermann Graf; 24 октября 1912, Энген — 4 ноября 1988, там же) — немецкий лётчик-ас Второй мировой войны, в течение которой он совершил около 830 боевых вылетов, одержав 212 побед в воздухе, из них 202 на Восточном фронте, а также 6 над 4-моторными бомбардировщиками. Был первым пилотом в мире одержавшим более 200 побед. В советском плену восстанавливал гидротехнические сооружения на реке Северный Донец, организовал кружок планеристов в х. Авилов, там же родился сын под его фамилией.

## Ранние годы
Герман Граф родился в городке Энген в Бадене. Будущий ас люфтваффе был выходцем из бедной семьи. Получил достаточно скромное образование — в ремесленном училище он получил квалификацию слесаря, после чего работал на фабрике в должности обычного рабочего. Герман был талантливым футболистом, играл на позиции голкипера (уже в годы своей службы в авиации Рейха Граф был капитаном команды люфтваффе «Красные орлы»), и, как говорят очевидцы его игры на футбольном поле, если бы не вмешалась война, Граф мог бы стать игроком экстра-класса.
Подобно многим немецким юношам, Граф увлекался планеризмом, что в 1936 году привело его в лётную школу, а уже в 1938 году Граф окончил расширенный курс подготовки пилота. Вначале Германа хотели оставить в качестве инструктора в его лётной школе в Вильдпарке, но, учитывая его горячее желание стать летчиком-истребителем 31 мая 1939 года Графа зачислили в состав 2./JG 51 в звании унтер-офицера.

## Вторая мировая война

### 1939—1942
В начале Второй мировой войны, 1 сентября 1939 года, JG 51 находилась на границе с Францией. Граф, уже фельдфебель, совершил в составе своей группы много вылетов по патрулированию, но не имел боевого контакта с вражескими самолётами за весь период этой Странной войны.
В начале 1940 года Графа отправили на дополнительную лётную подготовку, пройдя которую, он получил звание лейтенанта 1 мая. 6 октября Герман был определён в 9-ю эскадрилью JG 52. Его ведомым в то время был Леопольд Штейнбац. Несколько дней спустя эскадра перебазировалась в Румынию, для обучения местных пилотов.
В мае 1941 года III./JG 52 была направлена в Грецию для поддержки операции «Меркурий» — вторжение на остров Крит. Здесь, в основном, 3-я группа занималась штурмовкой наземных целей.
В начале июня подразделение возвращается в Румынию, и с 22 июня занимается поддержкой частей вермахта в осуществлении операции Барбаросса. 1 августа эскадра переводится на передовые аэродромы фронта на Украину, и 4 августа Граф одерживает свою первую воздушную победу в бою против И-16, когда его эскадрилья сопровождала Ju-87 на атаку наземных целей в районе Киева.
14 октября Граф и его ведомый Фюльграббе вели бой с 4 истребителями Як-1. По воспоминаниям Графа это был его самый тяжёлый бой на восточном фронте:

«Перед нами была поставлена задача заблокировать аэродром противника. На подходе к нему мы заметили четыре Як-1. Используя преимущество в высоте, мы стремительно атаковали противника…»

Три «Яка» сбили быстро, но это было ещё не все:

«Потом начался цирк. Русский имел небольшое превышение и контролировал ситуацию. Вот он резко завалился на крыло и стал срезать мне угол — это было очень опасно, и я полез вверх. Но тут русский ушел на косую петлю и стал заходить мне в хвост. Пот градом покатил по моему телу. Делаю переворот и, стараясь оторваться, проваливаюсь вниз, скорость бешено нарастает. Маневры следуют один за другим, но все безуспешно. Схватка достигает своего апогея.
Русский немного отстал, и я, используя преимущество в высоте, переворотом через крыло захожу ему в лоб. Он дает короткую очередь и отваливает в сторону. Все начинается сначала. Смертельно устал. Мысль лихорадочно ищет выход из создавшегося положения. Руки и ноги действуют автоматически. В очередной дикой круговерти проходит ещё 10 минут. Мысленно хвалю себя за то, что много внимания уделял высшему пилотажу, а то был бы уже на том свете. Через несколько минут загорается красная лампочка — кончается бензин. Пора домой! Но об этом легче сказать, чем сделать, надо ещё оторваться от русского. Энергичным переворотом сыплюсь вниз и на полной скорости ухожу в сторону фронта. Русский преследует меня, но вскоре отстает.
На последних каплях горючего произвожу посадку на своем аэродроме, заглохнув на пробеге. Повезло. Долго не вылезаю из кабины — нет сил. В голове постоянно проносятся картины недавней схватки. Это был противник! Прихожу к выводу, что в целом бой проиграл, хотя упрекнуть себя в грубых ошибках не могу. Русский оказался сильнее меня».

К началу 1942 года на личном счету Графа было уже 45 побед, за которые 24 января он был награждён Рыцарским крестом.
23 марта Герман был назначен командиром 9-й эскадрильи JG 52. Вскоре после этого он добился впечатляющих успехов, сбив 48 самолетов противника в течение 3 недель. 14 мая за один день он одержал 8 воздушных побед и 17 мая получил Дубовые Листья к Рыцарскому кресту, достигнув отметки в 104 победы. Спустя 2 дня, 19 мая 1942 года, Графу были вручены Мечи после добавления ещё 2 побед к своему послужному списку.
С августа JG 52 поддерживала операцию группы армий «Юг» по продвижению к Сталинграду, а Граф продолжал одерживать победы одну за другой. Только в сентябре он сбил 64 вражеских самолёта, включая 10 побед за один день 23 сентября. Эти успехи позволили Герману стать первым пилотом в мире, который одержал 200 воздушных побед. Данный факт не остался без внимания командования, и 16 сентября 1942 года Герман Граф был награждён бриллиантами к своему Рыцарскому кресту с Дубовыми Листьями и Мечами. Некоторое время спустя ас получил запрет на боевые вылеты, так как верховное командование высказывало озабоченность в моральном состоянии немецких войск в случае гибели Графа. Данная забота была ненапрасной, так как к этому времени Герман уже несколько раз получал тяжёлые повреждения своего самолёта.
В 1994 г. приезжавший в Москву на слёт ветеранов Гюнтер Ралль подтвердил, что в небе над Сталинградом Граф был сбит (тяжело повреждён) советским лётчиком Виталием Попковым.

#### 200-я победа
2 октября 1942 года Герман Граф одержал свою 200-ю победу, став 1-м пилотом в мире, добившимся такого результата. Позднее он вспоминал об этом бое:

«Взлетели в очередной боевой вылет рано утром. Вскоре после старта ведомый сообщил, что у него неполадки с мотором и вернулся на аэродром. Пришлось дальше лететь одному. Через несколько минут заметил группу истребителей МиГ-3, которые направлялись в сторону нашего аэродрома. Один из них стал быстро ко мне приближаться. Думаю, что это был их командир, который предчувствовал легкую победу над одиноким „мессершмиттом“ и несколько переоценил большой численный перевес своей группы. Остальные МиГи поднялись выше и стали в круг, наблюдая за нами.
Советский пилот шел на меня, имея небольшое превышение. Он издалека обстрелял мою машину и достаточно точно — трасса прошла в опасной близости от кабины и ударила по фюзеляжу и крылу. Я замер, ожидая худшего, но мой самолет продолжал полет и прекрасно слушался рулей.
Не теряя ни секунды, я развернулся и нырнул под противника, который с грохотом промчался надо мной. Делаю боевой разворот и захожу ему в хвост. Русский не ожидал такой прыти и на мгновение растерялся, ловлю его в прицел и открываю огонь, но он быстро пришел в себя, „бочкой“ уходит из под моей трассы и начинает крутой правый разворот в мою сторону. По почерку чувствуется, что это настоящий профессионал — правая „бочка“ и выход из неё в координированный правый разворот, который редко в бою применяют летчики, говорят о многом.
Заставляю себя успокоиться, так как понимаю, что спасти меня могут только точный расчёт и самообладание. Не теряю из вида грозно нависшую надо мной группу истребителей и надеюсь на их джентльменское невмешательство в поединок.
Бытующее мнение о том, что МиГ хуже Bf.109, этот русский с блеском опровергает. Ещё раз убеждаюсь — высокое мастерство пилота всегда сводит к минимуму превосходство противника в технике. Но у МиГа все-таки есть ахиллесова пята — скороподъёмность.
Энергично бросаю машину вниз, русский с некоторым опозданием клюнул на мою уловку и полетел за мной. Этого мне и надо. Скорость очень быстро нарастает, в пятистах метрах от земли беру ручку на себя, от перегрузки темнеет в глазах. Делаю крутую горку, здесь русский должен отстать от меня, по крайней мере я рассчитывал на это. Если этого не произойдет, то мне не уйти от него — стрелять он умеет.
Наконец достигаю высшей точки, где инерции и мощности мотора уже не хватает для подъёма, самолёт на мгновение замер в воздухе, теряя управляемость, я съежился за бронеспинкой — сейчас может последовать удар противника, и стал заваливаться на крыло.
Русский, как я и ожидал, отстал от меня на подъёме и сейчас представлял для меня прекрасную цель. Длинная светящаяся трасса исчезла в его фюзеляже. Он загорелся, плавно опрокинулся на спину и полетел к земле.
А теперь быстро домой, пока русские наверху не разделались со мной за своего командира. Так закончился этот трудный для меня бой, в котором была одержана двухсотая победа».

### 1943—1945
В начале 1943 года майор Граф был отправлен во Францию для командования истребительной группой «Восток», которая была сформирована из курсантов лётной школы истребителей близ Бордо. 21 июня Герман был назначен командиром JGr 50 — группы, оснащённой истребителями с высоким «потолком» для борьбы с английскими многоцелевыми самолетами «Москито». Здесь же Граф сформировал свой знаменитый Karaya Quartet.
В 1943 году Граф загорелся идеей спасти лучших немецких футболистов от гибели на фронте и, используя свою славу и влияние, перевел их в свою JGr 50 под предлогом того, что Группа нуждается в этих «крайне необходимых технических специалистах». В числе спортсменов был Фриц Вальтер, будущий капитан сборной ФРГ, выигравшей чемпионат мира по футболу 1954. Фриц был одной из звёзд в футбольной команде Графа. По требованию Германа Вальтера переводили вместе с немецким асом из JGr 50 в JG 1, JG 11 и JG 52.
За время командования JGr 50 Граф сбил ещё 3 самолёта противника, включая 2 бомбардировщика B-17. В октябре 1943 года подразделение было расформировано Г. Герингом, а его части влились в состав 1-й Группы JG 301. Сам Герман Граф был повышен в звании до оберста и 11 ноября этого же года принял командование JG 11. Эскадра входила в состав ПВО Рейха и, соответственно, выполняла задачи по борьбе с налётами на страну бомбардировщиков союзных войск. В этих боях, несмотря на официальный запрет командования летать, Герман Граф одержал ещё 6 воздушных побед в следующие четыре месяца.
29 марта 1944 года оберст Граф с ведомым вылетел на Me-109G-6 на перехват американских бомбардировщиков. Набрав высоту 9000 метров, они направились в сторону американцев. Вскоре к ним присоединился ещё один Me-109, но Граф приказал обоим ведомым вернуться на аэродром, а сам решил атаковать противника в одиночку. В бою с истребителями P-51 прикрытия ему удалось сбить одного из них. Остальные набросились на одиночный «Мессершмитт». Атаки следовали одна за другой. Граф как мог уворачивался от трасс, но одна очередь всё же настигла его. Граф был ранен в руку и бедро, а его самолёт повреждён. Он уже хотел прыгать, но в это время перед ним оказался один из «Мустангов». Граф нажал на гашетку, но выстрелов не последовало. Тогда он резко накренил самолёт и нанёс удар крылом по кабине (кусок крыла так и остался торчать в фюзеляже). «Мустанг» сорвался в штопор. «Мессершмитт» Графа тоже начал падать. С трудом ему удалось открыть фонарь и выбраться наружу. Парашют раскрылся на малой высоте. Граф приземлился в болото, но купол парашюта вытащил его из трясины. Проезжавший мимо крестьянин подобрал его и доставил в госпиталь.
После возвращения из госпиталя 1 октября Герман был назначен командиром своей старой части — JG 52, которая все ещё воевала на Восточном фронте. С отступлением немецких войск в это время Граф лишается возможности проведения воздушных боев.
До конца войны Граф доводит свой счет до 212 воздушных побед. Он сдался американцам 8 мая 1945 года. Герман ослушался приказа генерала Ганса Зейдемана, который приказывал ему и Эриху Хартманну лететь для сдачи в британский сектор, чтобы не допустить захвата 2 обладателей Бриллиантов советскими войсками. Вместо этого Герман и Эрих остались со своей частью и сдались в плен 90-й пехотной дивизии США. Американцы же, в соответствии с Ялтинскими соглашениями передали немцев, сражавшихся против советских войск, непосредственно СССР.
Всего за годы войны Герман Граф совершил более 830 боевых вылетов, одержал 212 воздушных побед, включая 6 над четырёхмоторными бомбардировщиками.

## Послевоенные годы

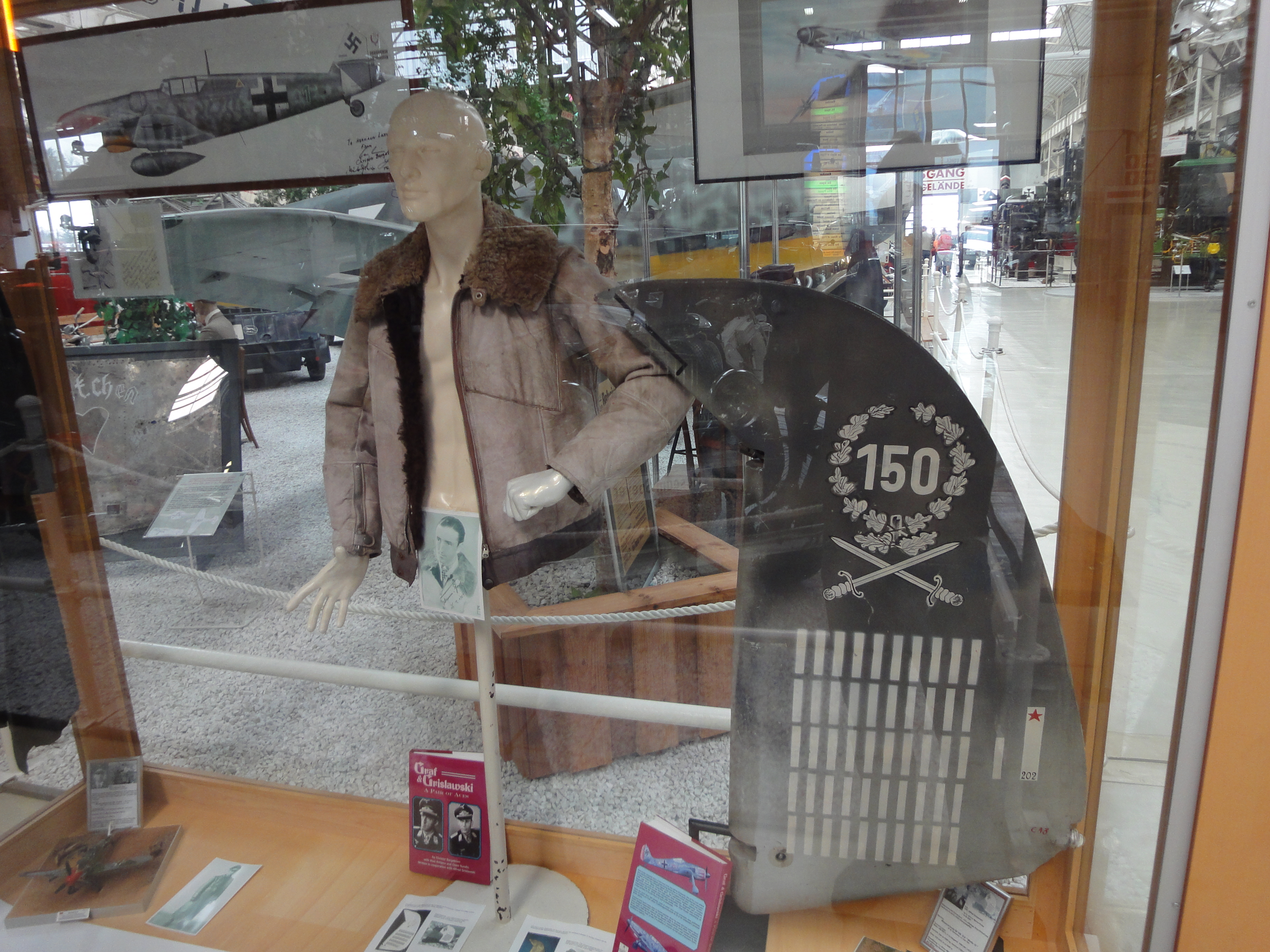
Куртка Германа Графа и руль направления его Bf 109 в экспозиции в Музее техники в Шпайере, Германия

Наряду с большинством летчиков JG 52 Граф был передан советской стороне после своей сдачи американцам. Благодаря нацистской пропаганде, которая прославила его как одного из самых известных лётчиков люфтваффе и как командующий эскадрой JG 52, Герман сразу стал лакомым куском для пропаганды уже советской. Освободили Графа 29 декабря 1949 года. Это досрочное освобождение явилось следствием того, что бывший командир JG 52 пошёл на сотрудничество с советской стороной, став одним из лидеров антифашистского движения среди немецких заключённых. Впоследствии многие бывшие пилоты люфтваффе критиковали его за это, например, Ганс Ханн, воздушный ас Второй мировой войны и военнопленный советских лагерей, в своей книге «Я расскажу правду» (англ. «I Tell the Truth»), вышедшей в 1950-х годах. Это привело к тому, что Граф подвергся жесточайшей обструкции со стороны Ассоциации ветеранов люфтваффе, которая в итоге по сути отреклась от него.
После освобождения Граф начал работать в системе продаж одной электронной компании в Бремене и спустя некоторое время стал начальником отдела продаж этой компании. В 1965 году Герману был поставлен диагноз — болезнь Паркинсона. Умер прославленный ас в своем родном городе Энгене 4 ноября 1988 года.

## Награды
- Знак «За ранение» в серебре
- Почётный Кубок Люфтваффе (15 декабря 1941)
- Знак Пилот-наблюдатель в золоте с Бриллиантами
- Немецкий крест в золоте (апрель 1942)
- Железный крест (1939) 2-го и 1-го класса
- Рыцарский крест Железного Креста с Дубовыми Листьями, Мечами и Бриллиантами
  - Рыцарский крест (24 января 1942) — лейтенант запаса, летчик 9-й эскадрильи JG 52
  - Дубовые Листья (№ 93) (17 мая 1942) — лейтенант запаса, командир 9-й эскадрильи JG 52
  - Мечи (№ 11) (19 мая 1942) — лейтенант запаса, командир 9-й эскадрильи JG 52
  - Бриллианты (№ 5) (16 сентября 1942) — обер-лейтенант запаса, командир 9-й эскадрильи JG 52
- 5 раз упоминался в «Вермахтберихт» (3 мая 1942, 15 мая 1942, 5 сентября 1942, 22 сентября 1942 и 27 сентября 1942)

## Цитаты
«Мы должны научиться думать по-новому. Сейчас я на стороне русских. И, на самом деле, я хочу жить с русскими … Я счастлив быть их пленным. Я знаю, что все, что я сделал до этого было неправильно и сейчас у меня одно лишь желание — летать в советских ВВС.»